# Andrea Ripa
Andrea Ripa (Rimini, 5 gennaio 1972) è un vescovo cattolico italiano, dal 26 gennaio 2022 segretario del Supremo tribunale della Segnatura apostolica e vescovo titolare di Cerveteri.

## Biografia
Nasce a Rimini, sede vescovile allora in provincia di Forlì, il 5 gennaio 1972.

### Formazione e ministero sacerdotale
Dopo le scuole superiori, si iscrive alla facoltà di lettere classiche dell'Università degli Studi di Urbino "Carlo Bo" e, nel 1997, si laurea con una tesi dal titolo «Il Teatro 3 di Cirene». Dal 1992 al 1999 è membro della missione archeologica italiana a Cirene, in Libia, pubblicando anche alcuni articoli in riviste scientistiche di archeologia.
Nel marzo 1998 entra nel seminario vescovile "Emilio Biancheri" di Rimini, in seguito frequenta il Pontificio seminario regionale "Benedetto XV" di Bologna. Consegue nel 2003 il baccalaureato in Teologia Sacra presso lo studio teologico accademico bolognese.
Il 24 settembre 2003 è ordinato diacono, mentre il 25 settembre 2004 è ordinato presbitero, nella cattedrale di Rimini, dal vescovo Mariano De Nicolò.
Successivamente si trasferisce a Roma, dove consegue nel 2006 la licenza in diritto canonico presso la Pontificia Università Lateranense. Frequenta anche come uditore il corso di introduzione all'archeologia cristiana presso il Pontificio Istituto di Archeologia Cristiana. Durante gli anni degli studi presta servizio pastorale in diverse realtà.
In diocesi di Rimini dall'agosto del 2006 al giugno 2010 presta servizio pastorale presso la parrocchia di San Martino di Riccione, e successivamente fino al gennaio 2014 presso la parrocchia di Sant'Andrea dell'Ausa, in via del Crocifisso, a Rimini.
Nel marzo 2010 consegue il dottorato in diritto canonico summa cum laude, difendendo una tesi dal titolo: «La novità mancata. Il valore probativo delle dichiarazioni delle parti dal Codice del 1983 alla Dignitas Connubii; il contributo della giurisprudenza rotale», pubblicata nel 2010 presso la Corona Lateranensis.
Nel luglio 2013 si diploma come avvocato rotale presso lo studio del Tribunale della Rota Romana. Svolge attività di docente di diritto canonico presso diverse istituzioni accademiche: l'Istituto superiore di scienze religiose Alberto Marvelli, la Facoltà di Teologia di Lugano (Svizzera) e la Pontificia Università Lateranense; nella sua diocesi di origine è difensore del vincolo, giudice e vicario giudiziale aggiunto presso il tribunale ecclesiastico interdiocesano Flaminio.
Il 12 settembre 2017 è nominato sottosegretario della Congregazione per il clero, dopo aver ricoperto già dal 2 gennaio 2013 il ruolo di officiale del medesimo dicastero.
Il 1º marzo 2018 riceve il titolo onorifico di cappellano di Sua Santità, mentre il 10 aprile dello stesso anno viene nominato rettore della chiesa di San Giovanni Battista dei Cavalieri di Rodi a Roma. Il 19 novembre 2021 è nominato cappellano capo del Gran priorato di Roma del sovrano militare ordine di Malta, succedendo a monsignor Guido Mazzotta.

### Ministero episcopale
Il 26 gennaio 2022 papa Francesco lo nomina vescovo titolare di Cerveteri e segretario del Supremo tribunale della Segnatura apostolica; succede a Giuseppe Sciacca, nominato presidente dell'Ufficio del lavoro della Sede Apostolica. Il 26 febbraio riceve l'ordinazione episcopale, all'altare della Cattedra nella basilica di San Pietro in Vaticano, dal cardinale Pietro Parolin, segretario di Stato della Santa Sede, co-consacranti l'arcivescovo Lazarus You Heung-sik, prefetto della Congregazione per il clero e il vescovo di Rimini Francesco Lambiasi.
Il 6 giugno dello stesso anno diviene anche presidente della Domus Vaticanae, istituzione collegata alla Santa Sede.

## Genealogia episcopale
La genealogia episcopale è:
- Cardinale Scipione Rebiba
- Cardinale Giulio Antonio Santori
- Cardinale Girolamo Bernerio, O.P.
- Arcivescovo Galeazzo Sanvitale
- Cardinale Ludovico Ludovisi
- Cardinale Luigi Caetani
- Cardinale Ulderico Carpegna
- Cardinale Paluzzo Paluzzi Altieri degli Albertoni
- Papa Benedetto XIII
- Papa Benedetto XIV
- Papa Clemente XIII
- Cardinale Bernardino Giraud
- Cardinale Alessandro Mattei
- Cardinale Pietro Francesco Galleffi
- Cardinale Giacomo Filippo Fransoni
- Cardinale Antonio Saverio De Luca
- Arcivescovo Gregor Leonhard Andreas von Scherr, O.S.B.
- Arcivescovo Friedrich von Schreiber
- Arcivescovo Franz Joseph von Stein
- Arcivescovo Joseph von Schork
- Vescovo Ferdinand von Schlör
- Arcivescovo Johann Jakob von Hauck
- Vescovo Ludwig Sebastian
- Cardinale Joseph Wendel
- Arcivescovo Josef Schneider
- Vescovo Josef Stangl
- Papa Benedetto XVI
- Cardinale Pietro Parolin
- Vescovo Andrea Ripa

## Opere
- Andrea Ripa, La novità mancata, Roma, Lateran University Press, 2010, ISBN 978-8846507105.